# فریگیت کلاس ویلینگن
فریگیت کلاس ویلینگن (به انگلیسی: Wielingen-class frigate) یک کلاس از کشتی است که طول آن 106.38 metres می‌باشد.